# 広島銀行ブルーフレイムズ
広島銀行ブルーフレイムズ（ひろしまぎんこうブルーフレイムズ、英: Hiroshima Bank Blue Flames）は、かつて存在した日本の女子バスケットボールチーム。本拠地は広島県広島市。W LEAGUEに所属していた。母体企業は広島銀行。

## 概要
本拠地は広島県広島市、母体は広島銀行、ホームは広島市西区のひろぎんの森体育館。当時選手全員が広報文化部に所属し各支店で勤務した。
「ブルーフレイムズ」の名は母体の企業カラーである「青（ブルー、Blue）」と「炎（フレイム、Flame）」を合わせた造語で、「青い炎」という女性の内に秘めた強さを表現している。
1990年、同好会「ひろぎんクラブ」として発足し、中国クラブバスケットボール選手権大会では1990年・1992年と優勝し、全日本クラブバスケットボール選手権大会に出場した。1993年4月、実業団チームとして正式に創部した。西日本でも有数の女子バスケットボールチームに成長し、全日本実業団バスケットボール競技大会へは4回の出場を果たす。
1999年3月、中国・四国地方では初めてW1リーグ（日本リーグ2部）に昇格し、その後は西日本唯一のチームとしてリーグ戦に参加する。
2000年4月、異競技連携組織「トップス広島」に初期メンバーとして加入。
2002年9月、母体の経営効率化に伴い突然廃部を発表する。2003年、第4回W1リーグを7勝5敗のリーグ第2位と過去最高の成績で終えた。選手の何人かは他チームへ移籍した。

## 成績
- W1リーグ
  - WJBL 1999-2000 7位（3勝11敗）
  - WJBL 2000-01 4位（7勝8敗）
  - WJBL 2001-02 4位（6勝9敗）
  - WJBL 2002-03 2位（7勝5敗）

- 全日本実業団競技大会
  - 1994年
  - 1995年 3位
  - 1998年 3位
  - 1999年 4位

## 選手とスタッフ
- 活動休止となった2002-03シーズンでの登録

### スタッフ
- ヘッドコーチ：白石和男
- コーチ：青木拓郎

### 選手
| No. | 名前       | P   | 生年 | 身長   | 体重  | 出身     | 前所属           |
| --- | ---------- | --- | ---- | ------ | ----- | -------- | ---------------- |
| 3   | 廣田裕美   | G/F | 1982 | 164 cm | 56 kg | 山口県   | 三田尻女子高     |
| 6   | 柏原瞳     | C/F | 1979 | 176 cm | 70 kg | 愛媛県   | 富士通           |
| 7   | 中山千尋   | G/F | 1980 | 170 cm | 58 kg | 千葉県   | 第一勧銀         |
| 8   | 半田愛     | C/F | 1981 | 177 cm | 80 kg | 北海道   | 札幌山の手高     |
| 10  | 生駒由美   | G/F | 1976 | 170 cm | 60 kg | 岡山県   | 立命館大         |
| 11  | 日吉くるみ | C/F | 1977 | 176 cm | 69 kg | 愛媛県   | 大阪薫英女子短大 |
| 13  | 石堀里美   | G   | 1982 | 164 cm | 62 kg | 茨城県   | 桜花学園高       |
| 14  | 早川美代子 | G/F | 1979 | 170 cm | 59 kg | 岡山県   | 立命館大         |
| 21  | 本間京子   | C   | 1979 | 180 cm | 70 kg | 山形県   | JOMO             |
| 23  | 牧草初枝   | C   | 1979 | 180 cm | 70 kg | 福岡県   | 第一勧銀         |
| 32  | 加治屋文   | C/F | 1983 | 177 cm | 70 kg | 鹿児島県 | 鹿児島純心女子高 |
| 33  | 山内もえ   | F   | 1983 | 175 cm | 60 kg | 北海道   | 札幌山の手高     |
| 51  | 森松直美   | F   | 1977 | 175 cm | 67 kg | 愛媛県   | 大阪薫英女子短大 |
| 53  | 長藤朋子   | C/F | 1983 | 178 cm | 66 kg | 山口県   | 三田尻女子高     |
| 55  | 市川かおり | C/F | 1983 | 175 cm | 65 kg | 北海道   | デンソー         |

### 歴代所属選手
- 古橋裕子
- 溝口さちこ
- 石堀里美
- 高橋彩
- 谷口加津
- 丹生谷香
- 斉藤智代
- 加藤弓佳
- 杠梨絵
- 西本祐子
- 清水奈穂子
- 松尾朋子

### 歴代HC
1. 伊藤修一（1994年～2000年）
2. 白石和男（2000年～2003年）

## 参考資料
- 広島銀行ブルーフレイムズ - WJBL
- 公式ホームページ - ウェイバックマシン（2001年7月19日アーカイブ分）